# La Playiya
La Playiya es una playa situada en el municipio español de Albuñol, en la provincia de Granada, comunidad autónoma de Andalucía.